# Mario-Jason Kikonda
 (février 2024).
Si vous disposez d'ouvrages ou d'articles de référence ou si vous connaissez des sites web de qualité traitant du thème abordé ici, merci de compléter l'article en donnant les références utiles à sa vérifiabilité et en les liant à la section « Notes et références ».
Mario-Jason Kikonda, né le 20 avril 1996 à Le Mans en France, est un footballeur français qui joue au poste de milieu central au Saint-Colomban Locminé.

## Biographie

### Carrière en club
Natif du Mans, Mario-Jason Kikonda joua sous les couleurs du Vannes OC, son premier club. En 2015, il intègre l'équipe première avec laquelle il jouera quatre saisons. 
Le 21 janvier 2019, Kikonda s'engage à l'US Concarneau évoluant alors en National 1. Six mois plus tard, il s'engage au sein du Paris FC, club pensionnaire de Ligue 2. Kikonda découvre alors le monde professionnel. Le 2 septembre 2019, il disputa son premier match professionnel lors de la première journée de championnat face au FC Chambly Oise.   
Deux saisons plus tard, il signe à l'USL Dunkerque et participe malheureusement à la descente du club en National 1. 
Le 27 janvier 2023, il s'engage au sein du club francilien du Paris 13 Atletico évoluant alors en National 1. Huit mois plus tard, il quitte la France pour la Bulgarie en signant à l'OFK Botev Vratsa, club de première division.